# Adriana Asti
Adriana Asti (Milán, 30 de abril de 1931-Roma, 31 de julio de 2025) fue una actriz italiana.

## Carrera artística
En teatro hizo Santa Juana de George Bernard Shaw, Los días felices de Samuel Beckett y otras; en cine, Prima della rivoluzione (dirigida por su marido, Bernardo Bertolucci), en 1964, Ludwig de Luchino Visconti, El fantasma de la libertad de Luis Buñuel y La mejor juventud de Marco Tullio Giordana.
Ganó el premio Eleonora Duse en 1993 y otras importantes distinciones.
Dobló las voces cinematográficas de Claudia Cardinale, Magali Noël, Stefania Sandrelli, Emmanuelle Riva, Catherine Spaak y otras.
Estuvo casada con Giorgio Ferrara y con Bernardo Bertolucci, ambos directores de cine.

## Fallecimiento
Falleció el 31 de julio de 2025 a los 94 años, en Roma.